# Eduard von Völderndorff und Waradein
Eduard Freiherr von Völderndorff und Waradein (geb. 1783 in Bayreuth; gest. 1847 in Frankfurt am Main) war ein bayerischer Generalmajor und Militärschriftsteller.

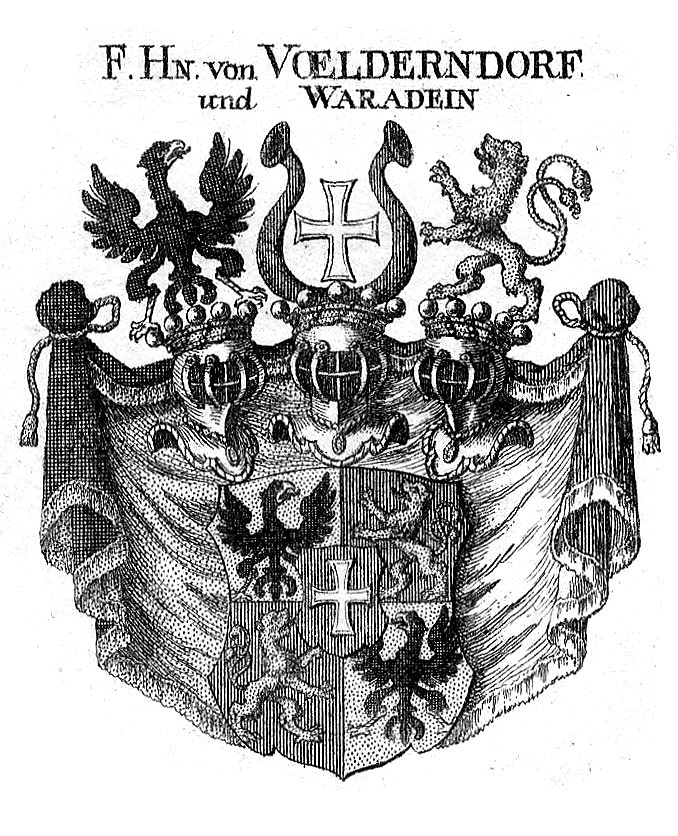
Wappen der Freiherren von Voelderndorff und Waradein

## Leben und Werk
Seine militärische Ausbildung erwarb er im Kadettenkorps in Berlin, wo er 1802 zum Leutnant befördert wurden. 1807 trat er in den bayerischen Militärdienst über, wurde 1811 Hauptmann im Generalstab, 1817 Major. Seit dem Jahr 1829 war er als Oberstleutnant bayerischer Militärbevollmächtigter bei der Militärkommission des Deutschen Bundes in Frankfurt a. M., zuletzt als Generalmajor.
1823 heiratete er Antonia (1802–1881), Tochter des Grafen Heinrich Alois von Reigersberg und der Theresia, geb. von Lodron-Laterano. Der Ehe entstammte Otto von Völderndorff und Waradein (1825–1899).
Er ist als Verfasser von Observations sur l’ouvrage de Mr. le Comte Ph. de Ségur, intitulé: Histoire de Napoléon et de la Grande-Armée pendant l’année 1812 (1826) hervorgetreten, das ein Jahr später in deutscher Übersetzung erschien (Betrachtung über das Werk des Grafen von Segur betitelt: Geschichte Napoleons und der grossen Armee 1812; 1827).
Wie beispielsweise auch Baron Gaspard Gourgaud, brachte der Verfasser darin seine Unzufriedenheit mit der Darstellung des Grafen Philippe-Paul de Ségur zum Ausdruck. Im Vorwort des Übersetzers heißt es:

„Die Ausfälle, welche der Herr Graf Segur sich in der Beschreibung des russischen Feldzugs gegen die bayerische Armee erlaubt, haben den königlich bayerischen Major Baron von Völderndorf veranlaßt, jene Aktenstücke der Publicität zu übergeben, welche den Herrn Grafen von Segur eines Bessern belehren, zu gleicher Zeit aber die ruhmgekrönte bayerische Armee in jenes Licht setzen müssen, indem jeder unpartheyische Beobachter sie stets erblickte.“

Außerdem ist er Verfasser des mehrbändigen Werkes Kriegsgeschichte von Bayern unter König Maximilian Joseph I.; d. h. Maximilian Joseph I. (1756–1825) aus dem Haus Wittelsbach, ab 1806 König von Bayern, und es wird darin der Zeitraum von 1789 bis zum Wiener Kongreß 1815 behandelt: im ersten Band der Zeitraum vom Jahre 1789 bis zum Frieden von Tilsit 1807; im zweiten Band der Zeitraum vom Jahre 1808 bis zum Ende des Jahres 1809; im dritten Band der Zeitraum vom Jahre 1810 bis zum Schluss der Belagerung von Thorn (April 1813); im vierten Band die Feldzüge der Verbündeten gegen Frankreich (1813–1815).

## Schriften
- Observations sur l’ouvrage de Mr. le Comte Ph. de Ségur, intitulé: Histoire de Napoléon et de la Grande-Armée pendant l’année 1812. 1826
  - (deutsche Übersetzung) Betrachtung über das Werk des Grafen von Segur betitelt: Geschichte Napoleons und der grossen Armee 1812. Nördlingen 1827 (Digitalisat)
- Kriegsgeschichte von Bayern unter König Maximilian Joseph I. Geographisches Depot und Lindauer, München 1826 (4 Textbände, Atlas) (Digitalisate)
- Rück-Erinnerungen an die Jahre 1813 und 1814 oder Berichtigungen verschiedener Ansichten und Urtheile, die Schlacht von Hanau, die Gefechte bey Mormant und Bar-sur-Aube, die Schlacht von Arcis und das Gefecht bey Ferre-Champenoise betreffend, als Anhang zu des Oberstlieutenants von Plotho Werk: "Der Krieg in Deutschland und Frankreich in den Jahren 1813 und 1814". Lindauer, München 1918